# Christina Nording
Christina Charlotta Pettersson Nording, född 1850, död 1932, var en svensk parfymör. Hon var direktör för parfymfirman Antoinette W Nording 1883-1932. 
Hon började 1873 arbeta på Antoinette Nording parfymeri. Antoinette Nording Nording hade inga barn, och vid makens död 1883 sålde hon sitt företag till Christina Pettersson i utbyte mot en pension. Pettersson antog även Nordings namn och ärvde 1887 en fjärdedel av Nordings kvarlåtenskap. Petterssons make sålde sitt speceriföretag och paret drev företaget tillsammans med stor framgång och lät 1887 registrera det under firmanamnet Antoinette W Nording; redan efter övertagandet ökade firman intäkterna med 50 procent, och när det övertogs av parets dotter Ida Maria "Maja" Charlotta Nording (1885–1979), gift med leverantören i Tyskland Ernst Schmahl och sedan 1903 verksam i firman, var det Sveriges största och äldsta i parfymbranschen.